# Crocidura watasei
Crocidura watasei és una espècie de mamífer de la família de les musaranyes (Soricidae) que és endèmica del Japó.